# Hyposcada virginiana
Hyposcada virginiana är en fjärilsart som beskrevs av Kirby 1871. Hyposcada virginiana ingår i släktet Hyposcada och familjen praktfjärilar. Inga underarter finns listade i Catalogue of Life.

## Bildgalleri

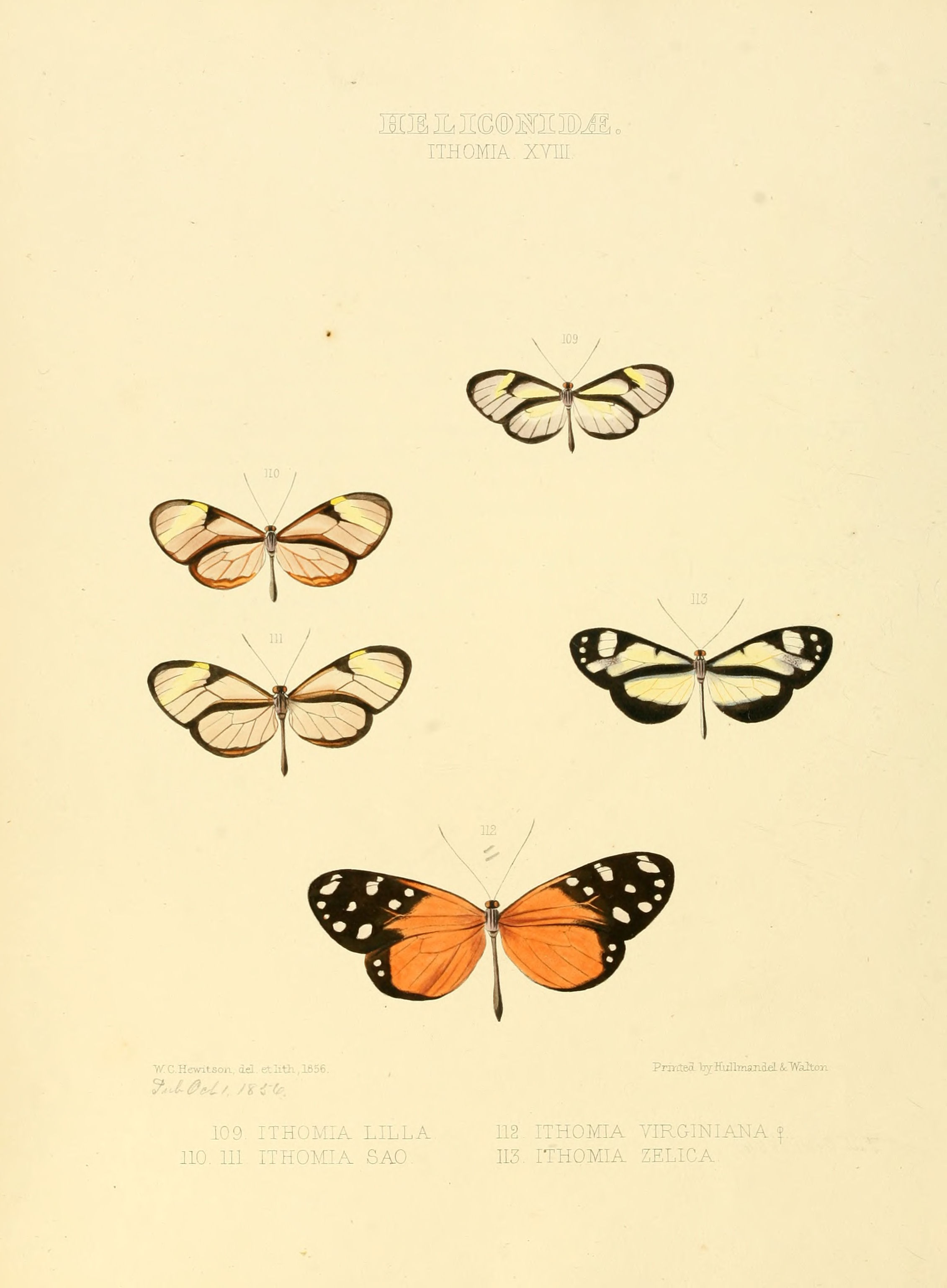